# Nilo (Colombia)
Nilo è un comune della Colombia facente parte del dipartimento di Cundinamarca.
Il centro abitato venne fondato da Francisco Antonio Ruiz, Joaquin De La Cadena e Pedro A.Galvez nel 1783.